# 미로 체라르

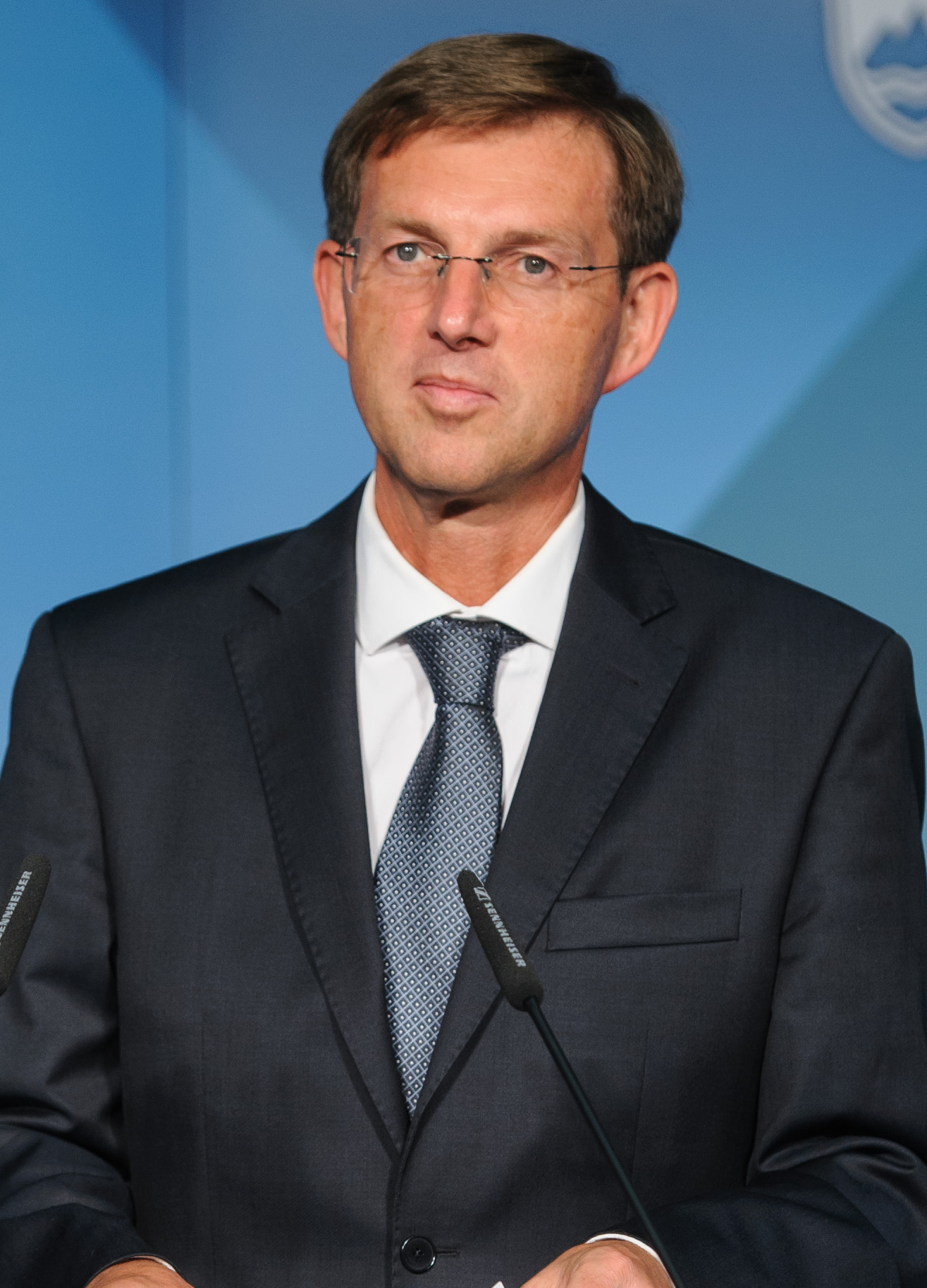
미로 체라르

미로슬라브 체라르(슬로베니아어: Miroslav Cerar, 1963년 8월 25일 류블랴나 ~ )는 미로 체라르(Miro Cerar)라는 이름으로 알려져 있는 슬로베니아의 변호사이자 정치인이다. 소속 정당은 현대중앙당이다. 2014년 9월 18일부터 2018년 9월 18일까지는 제8대 슬로베니아의 총리를 역임했다. 정치인으로 활동한 경력 없이 총리로 임명되었다.